# Eduardo Martínez del Campo y Acosta
Eduardo Martínez del Campo y Acosta (Belorado, 13 d'octubre de 1840 - Madrid, 11 d'abril de 1911) va ser un advocat i polític espanyol, ministre de Gracia i Justícia durant el regnat d'Alfons XIII.

## Biografia
Nascut a Belorado el 13 d'octubre de 1840, es va convertir en diputat en el Congrés en resultar escollit per la circumscripció de Burgos a les eleccions generals espanyoles de 1886. En 1891 passa al Senat en representació de Burgos fins que en 1900 va ser nomenat senador vitalici.
Va ser ministre de Gracia i Justícia entre el 21 d'octubre de 1909 i el 9 de febrer de 1910 en un gabinet que presidí Segismundo Moret.
En 1891 accedeix al Tribunal Suprem d'Espanya com a magistrat, arribant a ser el seu president entre 1901 i 1909.
La seva filla María Eugenia Martínez del Campo i Montero Ríos va contreure matrimoni amb Juan Yagüe Blanco el 8 de maig de 1926.